# Passatge del Baixador de la Riba
El passatge del Baixador de la Riba és una obra del Pont de Suert (Alta Ribagorça) inclosa a l'Inventari del Patrimoni Arquitectònic de Catalunya.

## Descripció
Antic passatge d'accés a la ribera del Noguera Ribagorçana. Es part de la planta baixa i baixos d'una casa típica que conforma la plaça Mercadal.
El pendent molt fort del carreró actualment està enrasat al nivell de la plaça, tancant l'accés directe al riu.
El més significatiu són els capitells tallats en pedra que rematen les columnes de la façana, amb influències romàniques.